# Sara Carić
Sara Carić (en serbe : Сара Царић) est une joueuse de volley-ball serbe née le 1er février 2001. Elle mesure 1,93 m et joue au poste d’attaquante.

## Palmarès

### Équipe nationale
- Championnat d'Europe
  - Finaliste : 2021[2].